# Actinella anaglyptica
Actinella anaglyptica е вид охлюв от семейство Hygromiidae. Видът е почти застрашен от изчезване.

## Разпространение
Разпространен е в Португалия (Мадейра).